# 大花鷚
又称田鹨，是雀形目鹡鸰科的一种鸟类。繁殖於東古北界的開闊草原。它是一種長途候鳥，冬季遷徙至印度次大陸和東南亞的開闊低地。它是西歐罕見但定期出現的迷鳥。

## 分類
屬名 Anthus 來自拉丁語，是草原小鳥的名稱。英文名稱「Richard's pipit」及種名richardi是為了紀念法國博物學家查爾斯·理查德（1745–1835），他是呂內維爾的郵政服務主管，並且是弗朗索瓦·勒瓦揚的好友。
它屬於鷚屬（Anthus），歸於鶺鴒科。曾經它與澳大拉西亞鷚、非洲鷚、山地鷚和稻禾鷚一起被視為同一物種：Anthus novaeseelandiae。這些鷚類現在通常被認為是不同的物種，儘管非洲鷚和稻禾鷚有時仍被視為A. richardi的一部分。

## 描述

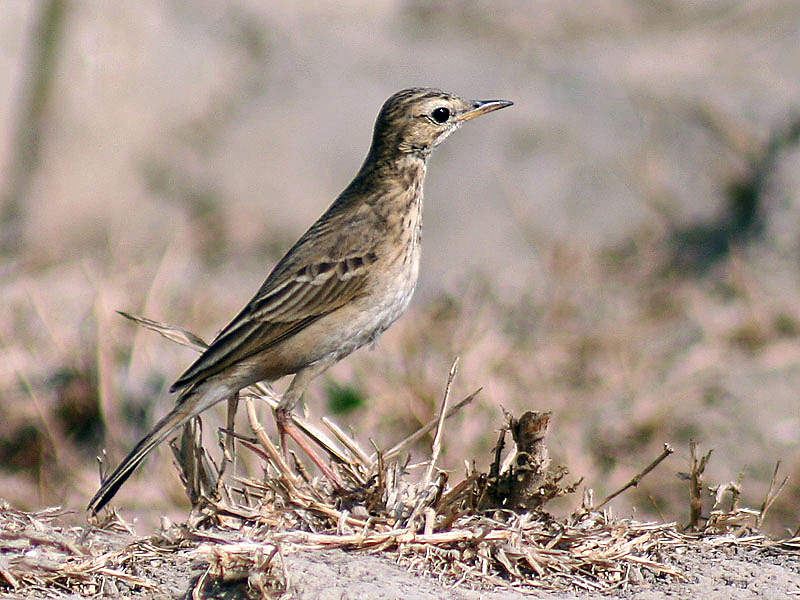
靠近 霍達爾 哈里亞納邦，印度

這是一種體型較大的鷚，長17–20厘米，體重25–36克，翼展29至33厘米。它是一種纖細的鳥類，經常保持非常直立的姿勢。其腿長且呈黃褐色，尾巴長，有白色外側羽毛，下喙基部呈淡黃色，喙長而深色。後爪長且相對筆直。地面上的大花鷚外觀平凡，主要為棕色，上部有深色條紋，下部為淡色。腹部和兩側無條紋。臉部標記明顯，有淡色的眼先和眉紋，以及深色的眼紋、髭紋和頰紋。翼上覆羽的淺色羽端形成了兩道翼斑。
不同亞種之間存在一些變異。A. r. sinensis比指名亞種稍小，背部條紋較少；A. r. centralasiae體型較大，上部呈沙色；A. r. dauricus背部條紋較多。
大花鷚的飛行強勁且呈波浪狀，發出特有的爆炸性「shreep」叫聲，有點像家麻雀的鳴聲聲。其歌聲由單調的嗡嗡聲組成，並在波浪狀的飛行中不斷重複。
需要仔細區分大花鷚與其他冬季出現或留居於當地的大型鷚類，例如布萊氏鷚和稻禾鷚。布萊氏鷚的喙、腿和尾巴較短，後爪也較短且彎曲，尾巴上的白色較少，背部條紋較多。成年布萊氏鷚的中覆羽中央部分呈鈍端黑色，而大花鷚則漸尖。布萊氏鷚的叫聲較為安靜且不那麼刺耳。稻禾鷚比大花鷚體型更小，喙和尾巴較短，胸部條紋較少，叫聲較安靜。

## 分佈與棲地
大花鷚繁殖於南西伯利亞、蒙古、中亞部分地區以及中國北部、中部和東部。它南遷至印度次大陸和東南亞過冬，甚至有紀錄至斯里蘭卡、新加坡和婆羅洲北部。它在韓國和日本為罕見的過境候鳥。每年秋季，部分大花鷚種群會定期向西遷移，並在歐洲、大部分中東及北非國家有紀錄。每年9月至11月間，大花鷚經常出現在如英國、荷蘭和斯堪的納維亞等地的沿海觀鳥點，春季偶有出現。少數會在西班牙、葡萄牙、意大利和摩洛哥等國家越冬。

## 行為與生態

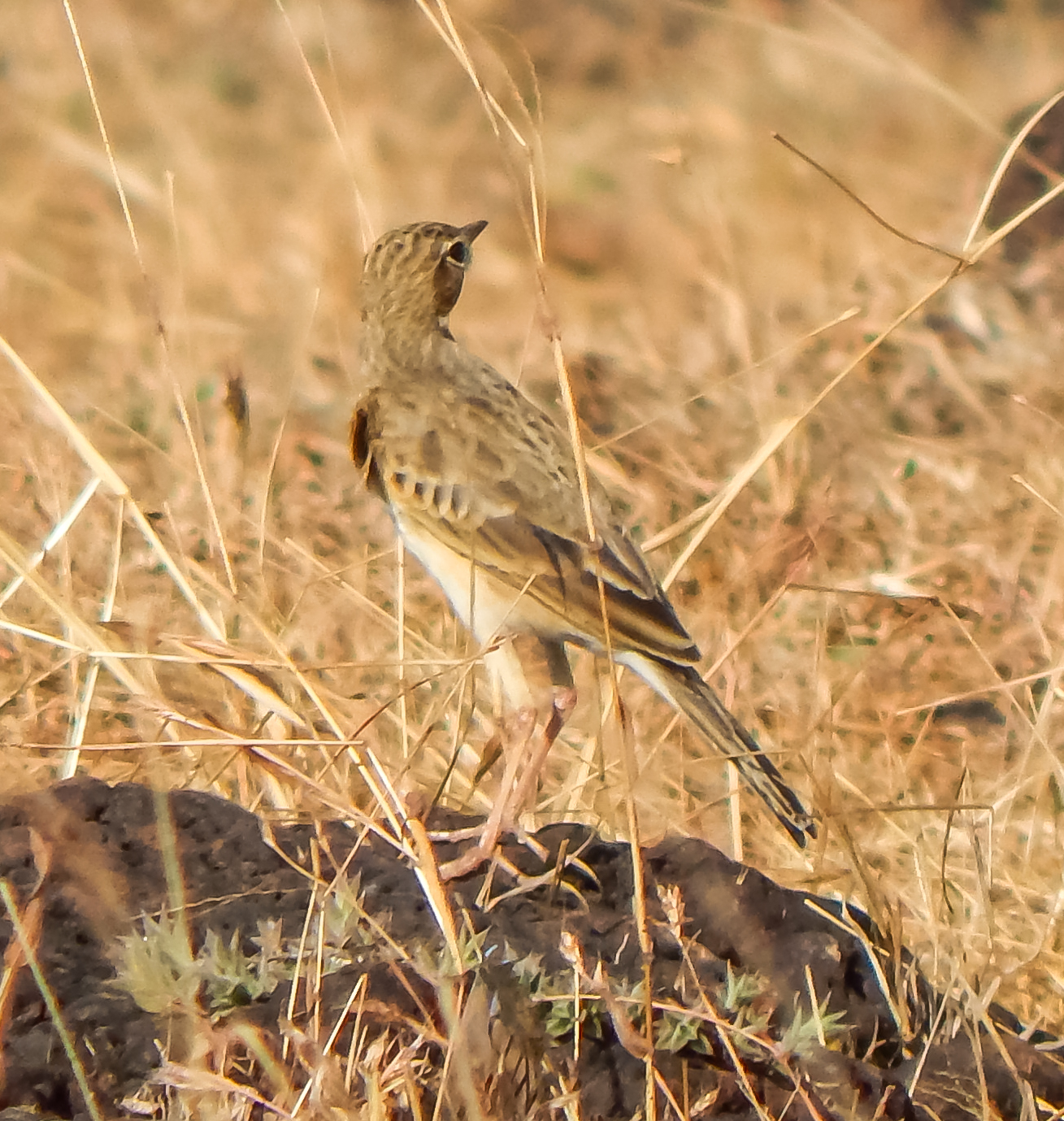
大花鷚 – 轉頭

大花鷚棲息於開闊的地區，尤其是平坦的低地。它生活於草原、草原帶及耕地，偏好較肥沃和潮濕的棲地。在歐洲，最常在岬角和島嶼上被發現。通常單獨或成小群活動。
與其他鷚類一樣，大花鷚為食蟲動物，主要在地面覓食，偶爾會短暫飛起捕捉飛行中的昆蟲。它也會吃少量種子。

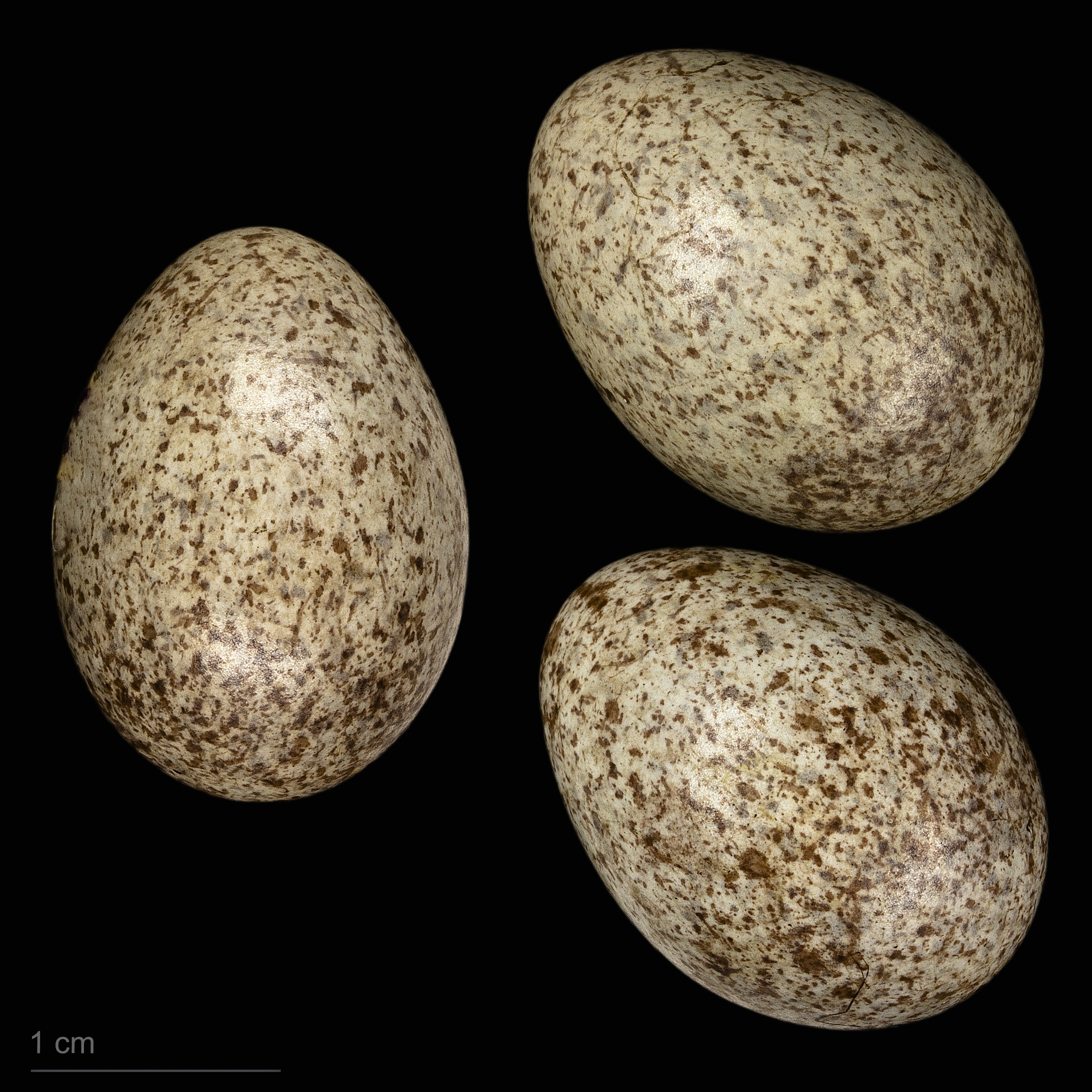
Anthus richardi - 土魯斯博物館

鳥巢由草或苔蘚築成，位於草叢下的地面上。

## 亚种
- ：分布于西伯利亚西南部和哈萨克斯坦东北部至贝加尔湖；主要在亚洲西南部越冬。
- ：分布于外贝加尔地区至鄂霍次克海，蒙古北部；中国东北部；在南亚越冬。
- ：分布于哈萨克斯坦东部至蒙古西部和南部以及中国北部；在南亚越冬。
- ：分布于俄罗斯东南部至中国东部（可能是朝鲜）；在东南亚越冬。
- ：分布于中国东南地区（长江以南）。[5]